# جبهه خاور دور (شوروی)
جبهه شرق دور (انگلیسی: Far Eastern Front) یک جبهه - سطحی از سازمان نظامی که معادل گروه ارتش است - از نیروهای زمینی شوروی در طول جنگ داخلی روسیه و جنگ جهانی دوم بود.